# Möja
Möja es una isla en el archipiélago de Estocolmo en el país europeo de Suecia. Möja es una de las islas más populares en el archipiélago para viajeros y navegantes, y también es significativa por su tamaño.
Möja es frecuentada por transbordadores de empresas como Waxholmsbolaget, entre otras, y es fácilmente accesible desde Estocolmo. Hay tiendas de alimentos, cafeterías, restaurantes y hostales, y otros servicios destinados principalmente al turismo.